# Dentitionsstörungen
Im Verlauf einer Dentition kann es zu verschiedenen Störungen kommen. Zu unterscheiden sind hierbei insbesondere der erschwerte Zahndurchbruch (Dentitio difficilis), der vorzeitige Zahndurchbruch (Dentitio praecox) und der verzögerte Zahndurchbruch (Dentitio tarda).
Eine weitere Form der Dentitionsstörung sind retinierte oder verlagerte Zähne.
Retinierte Zähne haben nach dem Abschluss ihres Wurzelwachstums noch nicht die Kauebene
erreicht. Sie sind nur auf dem Röntgenbild sichtbar.
Von teilretinierten Zähnen spricht man, wenn zumindest ein Teil der Zahnkrone in der Mundhöhle sichtbar ist.
Verlagerte Zähne befinden sich an der falschen Stelle und/oder in der falschen Lage im Kiefer.
Die meisten verlagerten Zähne sind retiniert.